# Rochester International Airport

i7
i11
i13
Der Rochester International Airport (IATA-Code: RST, ICAO-Code: KRST) ist der internationale Verkehrsflughafen der amerikanischen Großstadt Rochester im US-Bundesstaat Minnesota. Neben einem allgemeinen Terminal haben auch FedEx ein eigenes Terminal und die DHL eine Abfertigungsstation. Die Anzahl der abgefertigten Passagiere lag im Jahr 2018 bei 366.542.

## Lage und Verkehrsanbindung
Der Rochester International Airport liegt zwölf Kilometer südlich des Stadtzentrums von Rochester. Östlich des Flughafens verläuft der U.S. Highway 63, dieser kreuzt südlich des Flughafens außerdem die Interstate 90. Der Rochester International Airport ist nicht in den öffentlichen Personennahverkehr eingebunden, die Passagiere müssen Mietwagen, Taxis und ähnliche Angebote nutzen.

## Geschichte

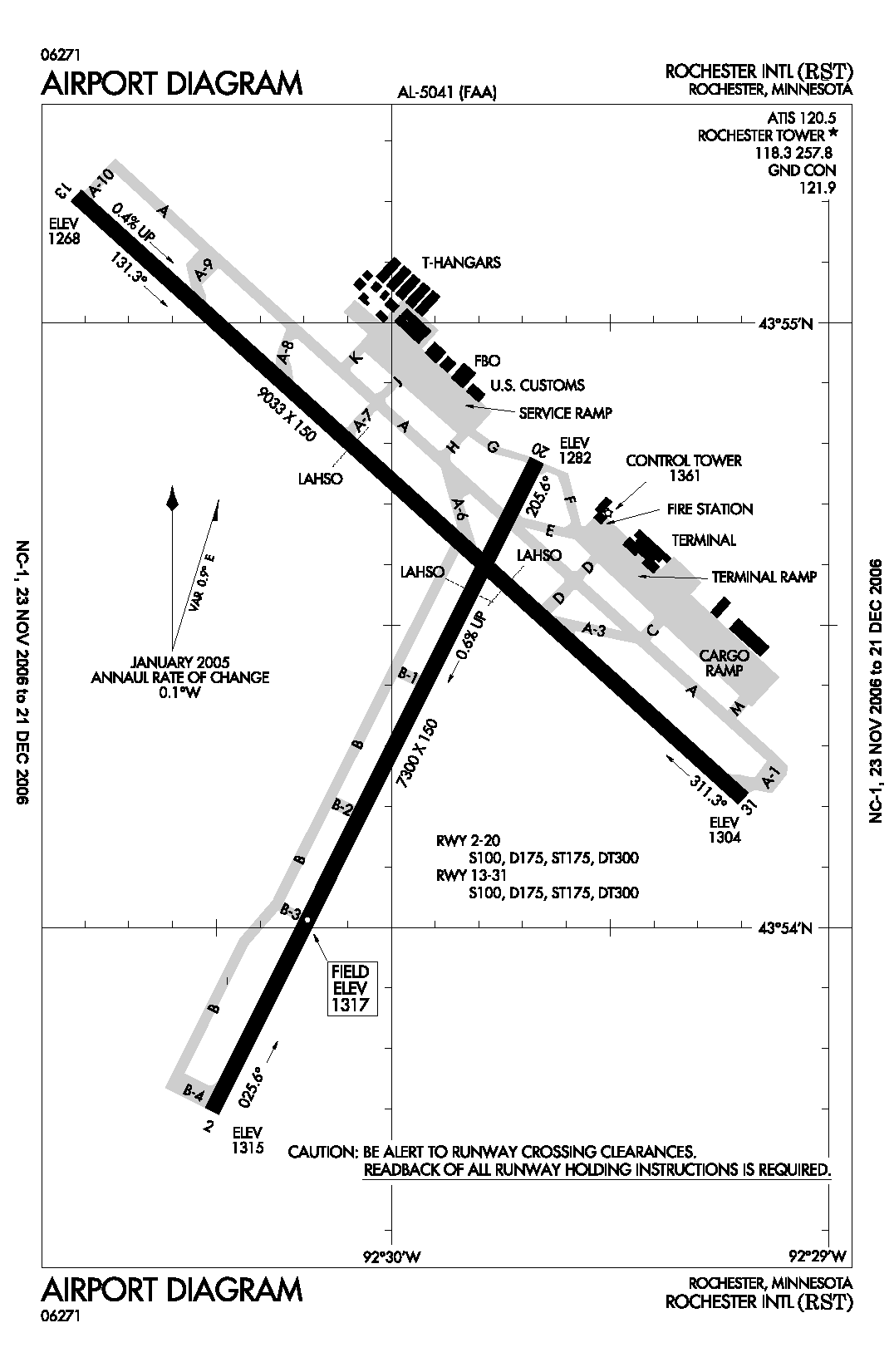
Flughafendiagramm

Rochester International Airport wurde 1928 von der Mayo Foundation gegründet, um den Patienten, die eine größere Entfernung zurückzulegen hatten, eine komfortable Anreise zu bieten.  Ein Jahr später wurde zur Durchführung des Flugbetriebes die Rochester Airport Company von der Mayo Foundation gegründet. Northwest Airlines war die erste Fluggesellschaft mit Flügen zum Drehkreuz Minneapolis-St. Paul. 1940 wurden die Landebahnen asphaltiert und der Flughafen auf die heutige Größe erweitert. Im Zweiten Weltkrieg führte die US-Army Flugübungen vom Rochester Airport aus. 1945 schenkte die Mayo Foundation den Flughafen der Stadt Rochester, der Flugbetrieb wurde aber weiterhin von der Rochester Airport Company durchgeführt. 1960 wurde der Flughafen in Rochester Municipal Airport umbenannt. Nachdem der Flughafen 1995 eine Zollabfertigungsstelle erhalten hatte, bekam er den Namen Rochester International Airport. Im Jahre 2005 wurde die Hauptstart- und Landebahn auf eine Länge von 2.753 Metern verlängert. 
Heute versucht der Flughafen, trotz der niedrigen Auslastung eine möglichst große Anzahl an Zielflughäfen zu bedienen. Nachdem in den 1990ern die Flugverbindung nach Lambert-Saint Louis International Airport schon nach kurzer Zeit aufgegeben worden war, endete 2006 auch die Verbindung mit dem Dallas/Fort Worth International Airport. Für die Zukunft sind neben dem Bau einer neuen Startbahn und eines neuen Terminals auch für 2009 die Installation eines Instrumentenlandesystems geplant.

## Zwischenfälle
- Am 2. Juli 1963 verunglückte eine Martin 4-0-4 der US-amerikanischen Mohawk Airlines (Luftfahrzeugkennzeichen N449A) beim Start vom Rochester Municipal Airport während eines schweren Gewitters. Kurz nach dem Abheben schlug die linke Tragfläche auf den Boden. Bei dem Unfall kamen von den 43 Insassen 7 ums Leben, zwei Besatzungsmitglieder und fünf Passagiere.[5]

## Fluggesellschaften und Ziele
Delta Connection verbindet den Rochester International Airport mit den Drehkreuzen Atlanta und Minneapolis-Saint Paul, während American Eagle und United Express jeweils Chicago–O’Hare bedienen.